# Anthrax cascadensis
Anthrax cascadensis är en tvåvingeart som beskrevs av Marston 1963. Anthrax cascadensis ingår i släktet Anthrax och familjen svävflugor. Inga underarter finns listade i Catalogue of Life.